# Lupin III: The First
Lupin III: The First (ルパン三世 THE FIRST, Rupan Sansei Za Fāsuto) és una pel·lícula japonesa d'animació 3D basada en la sèrie manga Lupin III de Monkey Punch. És una producció dels estudis Marza Animation Planet i TMS Entertainment escrita i dirigida per Takashi Yamazaki. Es va estrenar el 18 d'octubre de 2019 al Festival de Cinema Hibiya, el 6 de desembre del 2019 al Japó i doblada al català el 29 de gener del 2021.
El film fou ben valorat per la crítica, especialment pel que fa a l'animació, l'argument, la interpretació i la fidelitat respecte a l'obra original. Va ser nominat als 43ns Premis de l'Acadèmia Japonesa com a millor film d'animació.
S'ha emès per l'SX3.

## Argument
El diari Bresson és l’únic tresor que el llegendari lladre de guant blanc Arsène Lupin no va poder robar en tota la vida. Segons la llegenda, aquell que sigui capaç de desxifrar-ne els secrets podrà adquirir una immensa fortuna. Després de posar la mirada sobre aquest objectiu, Lupin III coneix la Leticia, una jove amant de l’arqueologia, i tots dos decideixen treballar plegats per resoldre el misteri.

## Doblatge
| Personatge                | Veu en japonès    | Veu en català   |
| ------------------------- | ----------------- | --------------- |
| Arsène Lupin III          | Kanichi Kurita    | Carles Lladó    |
| Daisuke Jigen             | Kiyoshi Kobayashi | Sergio Zamora   |
| Goemon Ishikawa XIII      | Daisuke Namikawa  | Marc Zanni      |
| Fujiko Mine               | Miyuki Sawashiro  | Joël Mulachs    |
| Inspector Koichi Zenigata | Kōichi Yamadera   | Domènech Farell |
| Laetitia                  | Suzu Hirose       | Isabel Valls    |
| Lambert                   | Kōtarō Yoshida    | Joaquim Casado  |
| Gerard                    | Tatsuya Fujiwara  | Toni Mora       |
| Bresson                   | Kazuaki Ito       | Francesc Belda  |
| Adolf Hitler              | Mitsuru Takakuwa  |                 |

## Premis
| Premi                                                   | Data            | Categoria                    | Candidat             | Resultat  |
| ------------------------------------------------------- | --------------- | ---------------------------- | -------------------- | --------- |
| 43ens Premis de l'Acadèmia Japonesa                     | 6 març 2020     | Millor pel·lícula d'animació | Lupin III: The First | Nominat   |
| 43ens Premis de l'Acadèmia Japonesa                     | 6 març 2020     | Animació Excel·lent          | Lupin III: The First | Guanyador |
| Festival de Cinema d'Animació d'Annecy                  | 15 juny 2020    | Llargmetratge                | Lupin III: The First | Nominat   |
| Festival Internacional de Cinema Fantàstic de Catalunya | 17 octubre 2020 | Animació                     | Lupin III: The First | Nominat   |
| Big Cartoon Festival (Большой Фестиваль Мультфильмов)   | 29 octubre 2020 | Llargmetratge                | Lupin III: The First | Nominat   |